# Greg Edwards
Greg Charles Edwards (14 dicembre ...) è un polistrumentista statunitense, noto principalmente per essere un membro fondatore dei Failure.
È inoltre un componente degli Autolux e stretto collaboratore dei Puscifer, progetto parallelo di Maynard James Keenan.

## Discografia

### Con i Failure
- 1992 – Comfort
- 1994 – Magnified
- 1996 – Fantastic Planet
- 2015 – The Heart Is a Monster
- 2018 – In the Future Your Body Will Be the Furthest Thing from Your Mind
- 2021 – Wild Type Droid

### Con gli Autolux
- 2004 – Future Perfect
- 2010 – Transit Transit
- 2016 – Pussy's Dead

### Con i Puscifer
- 2020 – Existential Reckoning
- 2023 – Existential Reckoning: Rewired (remix)
- 2021 – Live at Arcosanti (live)
- 2022 – Parole Violator (live)
- 2022 – V Is for Versatile (live)
- 2023 – Global Probing (live)
- 2024 – Sessanta E.P.P.P.' (EP)

### Con i Lusk
- 1997 – Free Mars

### Con i Replicants
- 1995 – Replicants